# Shrinking
Shrinking (titulada: Terapia sin filtro en español) es una serie de televisión web estadounidense de comedia dramática creada por Bill Lawrence, Jason Segel y Brett Goldstein para el servicio de streaming Apple TV+. La serie protagonizada por Jason  Segel y por Harrison Ford, cuenta la historia de un terapeuta en duelo que decide involucrarse drásticamente más en la vida de sus pacientes. Fue estrenada el 27 de enero de 2023 y semanas más tarde renovada por una segunda temporada.La segunda temporada fue estrenada el 16 de octubre de 2024, siendo renovada para una tercera al día siguiente.

## Sinopsis
Un terapeuta, Jimmy Laird (Jason Segel), que se enfrenta a una pérdida familiar dolorosa, comienza a romper las barreras éticas en su trabajo al decirles a sus pacientes lo que realmente piensa, lo que genera cambios masivos en su vida y en la de ellos.

## Elenco y personajes

### Principal
- Jason Segel como Jimmy Laird, un terapeuta que trabaja en el Cognitive Behavioral Therapy Center.
- Jessica Williams como Gaby, compañera de trabajo de Jimmy en el Cognitive Behavioral Therapy Center.
- Luke Tennie como Sean, un paciente de Jimmy.
- Michael Urie como Brian, abogado y mejor amigo de Jimmy.
- Lukita Maxwell como Alice, hija adolescente de Jimmy.
- Christa Miller como Liz, vecina de Jimmy que ayuda con el cuidado de Alice.
- Harrison Ford como Dr. Paul Rhoades, terapeuta colega de Jimmy en el Cognitive Behavioral Therapy Center y diagnosticado con la enfermedad de Parkinson.
- Ted McGinley como Derek, marido de Liz. Principal a partir de la segunda temporada.

### Recurrente
- Heidi Gardner como Grace, paciente de Jimmy.
- Lilan Bowden como Tia, la esposa fallecida de Jimmy.
- Kimberly Condict como Wally, paciente de Jimmy.
- Devin Kawaoka como Charlie, pareja de Brian.
- Rachel Stubington como Summer, mejor amiga de Alice.
- Lily Rabe como Meg, hija de Paul
- Wendie Malick como Dr. Julie Baram, interés romántico de Paul.
- Tilky Jones como Donny, marido de Grace.
- Gavin Lewis como Connor.
- Mike C. Nelson como Dan, uno de los pacientes de Jimmy.
- Brett Goldstein como Louis Winston, el conductor ebrio responsable del accidente de Tia.
- Courtney Taylor como Courtney, hermana de Gaby
- Josh Hopkins como Mac, exnovio de Liz que vuelve a su vida.

### Invitado
- Asif Ali como Alan.
- Miriam Flynn como Pam.
- Neil Flynn como Raymond.
- Brian Howe como Kip.
- Damon Wayans Jr. como Derrick #2.
- Vernee Watson-Johnson como Phyllis.
- Kelly Bishop como Susan.
- Meredith Hagner como Sarah.
- Tanner Zagarino como Dylan.
- Claudia Sulewski como Ava.
- Cobie Smulders como Sophie.

## Episodios
| Temporada | Temporada | Episodios | Episodios | Emisión original      | Emisión original        |
| Temporada | Temporada | Episodios | Episodios | Primera emisión       | Última emisión          |
| --------- | --------- | --------- | --------- | --------------------- | ----------------------- |
|           | 1         | 10        | 10        | 27 de enero de 2023   | 24 de marzo de 2023     |
|           | 2         | 12        | 12        | 16 de octubre de 2024 | 24 de diciembre de 2024 |

### Temporada 1 (2023)
| N.º en serie | N.º en temp. | Título                 | Dirigido por           | Escrito por                                   | Fecha de emisión original | Código de prod. |
| ------------ | ------------ | ---------------------- | ---------------------- | --------------------------------------------- | ------------------------- | --------------- |
| 1            | 1            | «Coin Flip»            | James Ponsoldt         | Bill Lawrence & Jason Segel & Brett Goldstein | 27 de enero de 2023       | T12.17451       |
| 2            | 2            | «Fortress of Solitude» | Ry Russo-Young         | Brett Goldstein                               | 27 de enero de 2023       | T12.17452       |
| 3            | 3            | «Fifteen Minutes»      | Ry Russo-Young         | Brian Gallivan                                | 3 de febrero de 2023      | T12.17453       |
| 4            | 4            | «Potatoes»             | James Ponsoldt         | Rachna Fruchbom                               | 10 de febrero de 2023     | T12.17454       |
| 5            | 5            | «Woof»                 | James Ponsoldt         | Bill Posley                                   | 17 de febrero de 2023     | T12.17455       |
| 6            | 6            | «Imposter Syndrome»    | Randall Keenan Winston | Annie Mebane                                  | 24 de febrero de 2023     | T12.17456       |
| 7            | 7            | «Apology Tour»         | Randall Keenan Winston | Brett Goldstein                               | 3 de marzo de 2023        | T12.17457       |
| 8            | 8            | «Boop»                 | Zach Braff             | Wally Baram                                   | 10 de marzo de 2023       | T12.17458       |
| 9            | 9            | «Moving Forward»       | Randall Keenan Winston | Sofi Selig                                    | 17 de marzo de 2023       | T12.17459       |
| 10           | 10           | «Closure»              | James Ponsoldt         | Neil Goldman                                  | 24 de marzo de 2023       | T12.17460       |

### Temporada 2 (2024)
| N.º en serie | N.º en temp. | Título                        | Dirigido por           | Escrito por                                    | Fecha de emisión original | Código de prod. |
| ------------ | ------------ | ----------------------------- | ---------------------- | ---------------------------------------------- | ------------------------- | --------------- |
| 11           | 1            | «Jimmying»                    | Randall Keenan Winston | Rachna Fruchbom                                | 16 de octubre de 2024     | T12.18201       |
| 12           | 2            | «I Love Pain»                 | Randall Keenan Winston | Annie Mebane                                   | 16 de octubre de 2024     | T12.18202       |
| 13           | 3            | «Psychological Something-ism» | Zach Braff             | Brian Gallivan                                 | 23 de octubre de 2024     | T12.18203       |
| 14           | 4            | «Made You Look»               | Zach Braff             | Sofi Selig                                     | 30 de octubre de 2024     | T12.18204       |
| 15           | 5            | «Honesty Era»                 | Jamie Babbit           | Zack Bornstein                                 | 6 de noviembre de 2024    | T12.18205       |
| 16           | 6            | «In a Lonely Place»           | Randall Keenan Winston | Brett Goldstein                                | 13 de noviembre de 2024   | T12.18206       |
| 17           | 7            | «Get in the Sea»              | Randall Keenan Winston | Kyra Brown & CJ Hoke                           | 20 de noviembre de 2024   | T12.18207       |
| 18           | 8            | «Last Drink»                  | James Ponsoldt         | Sasha Garron                                   | 27 de noviembre de 2024   | T12.18208       |
| 19           | 9            | «Full Grown Dude Face»        | Anu Valia              | Bill Posley                                    | 4 de diciembre de 2024    | T12.18209       |
| 20           | 10           | «Changing Patterns»           | James Ponsoldt         | Ashley Nicole Black                            | 11 de diciembre de 2024   | T12.18210       |
| 21           | 11           | «The Drugs Don't Work»        | Randall Keenan Winston | Neil Goldman                                   | 18 de diciembre de 2024   | T12.18211       |
| 22           | 12           | «The Last Thanksgiving»       | Bill Lawrence          | Bill Lawrence & Neil Goldman & Brett Goldstein | 24 de diciembre de 2024   | T12.18212       |

## Producción
En octubre de 2021 se anunció que Apple TV+ había ordenado una temporada de diez episodios para la serie, protagonizada por Jason Segel, quien es el creador junto a Brett Goldstein y Bill Lawrence.  En abril de 2022, Harrison Ford, Jessica Williams, Christa Miller, Michael Urie, Luke Tennie y Lukita Maxwell se unieron al elenco, y James Ponsoldt se unió a la producción como director y productor ejecutivo.
Como se reveló en una entrevista de 2023 con James Hibberd en The Hollywood Reporter, Ford aceptó la oferta de interpretar al Dr. Paul Rhoades a pesar de mencionar hace años que trabaja solo una vez al año, citando la pandemia de COVID-19 y sus compromisos con el papel principal del largamente retrasado de Indiana Jones y Dial of Destiny como una de las razones por las que no había hecho mucho trabajo como deseaba y quería probar cosas nuevas. De manera similar a su papel en la serie de televisión 1923, Ford aceptó el papel a pesar de que no había un guion en ese momento, confiando en que Segel, Goldstein, Lawrence y Brian Gallivan le entregarían un buen guion.
La producción comenzó en enero de 2022. El tema principal de la serie "Frightening Fishes" fue escrito por Ben Gibbard y Tom Howe. En marzo de 2023, fue renovada por una segunda temporada.

## Recepción

### Respuesta crítica
En Rotten Tomatoes la serie tiene un índice de aprobación del 82%, basado en 83 reseñas, con una calificación promedio de 7.3/10. El consenso crítico del sitio dice, "Shrinking tiene ideas más oscuras en mente de lo que su enfoque serio a menudo puede traducir, pero los giros brillantes de Jason Segel y Harrison Ford hacen que estos personajes merezcan un análisis detallado". En Metacritic, tiene un puntaje promedio ponderado de 68 sobre 100, basada en 33 reseñas, lo que indica «críticas generalmente favorables». Kristen Baldwin de Entertainment Weekly le dio a la serie una B+ y la describió como "una comedia de dolor inteligente y divertida sobre el poder y los peligros de la honestidad radical".

### Premios y nominaciones
| Año  | Premio                 | Categoría                                  | Nominado(s)      | Resultado | Ref.   |
| ---- | ---------------------- | ------------------------------------------ | ---------------- | --------- | ------ |
| 2023 | Premios Primetime Emmy | Mejor actor - Serie de comedia             | Jason Segel      | Nominada  | [ 15 ] |
| 2023 | Premios Primetime Emmy | Mejor actriz de reparto - Serie de comedia | Jessica Williams | Nominada  | [ 15 ] |